# Arnold Jan d'Ailly
Pour les articles homonymes, voir de Boer.
Arnold Jan d'Ailly est un homme politique néerlandais du PvdA qui est bourgmestre d'Amsterdam de 1946 à 1956.

## Biographie
Au lendemain de la Seconde Guerre mondiale, il est pressenti pour occuper le poste de ministre des finances dans le cabinet Schermerhorn/Drees, mais celui-ci est finalement octroyé à Piet Lieftinck, et d'Ailly prend la direction de la Banque nationale des Pays-Bas. En 1946, il prend la succession de la figure de la Résistance Feike de Boer, qui assure un mandat de moins de un an. Son mandat est marqué par le début de la guerre froide, alors que le Parti communiste des Pays-Bas est très populaire et que deux de ses principales figures, Leen Seegers et Ben Polak ont des postes d'adjoints à la mairie. Ils sont cependant congédiés par d'Ailly en 1948. Cela conduit à des tensions au sein du conseil municipal. Peu de temps après, d'Ailly connait le point culminant de son mandat avec l’intronisation de la reine Juliana. D'Ailly entretient des relations étroites avec la maison royale, et en particulier avec la reine Wilhelmine.
Il est contraint de démissionner en 1956 après que sa relation avec l'artiste Gisèle van Waterschoot van der Gracht ait été rendue publique. Il se marie avec elle par la suite. Gijs van Hall prend sa succession à la mairie, et il fait par la suite son retour dans le milieu bancaire de prenant la direction de la Nationale Handelsbank.
Ses nombreux voyages effectués durant son mandat lui valent le nom de « Maire volant » (vliegende burgemeester en néerlandais). L'illustrateur néerlandais Jo Spier décore ainsi son cercueil de l'inscription « Le maire d'ailleurs » (burgemeester d'Ailleurs) en apposant également des autocollants de nombreuses villes du monde.